# 但啟元
但啟元（16世紀—16世紀），字五廬，江西南康府星子縣人，明朝政治人物。

## 生平
但啟元是萬曆十六年（1588年）戊子科應天鄉試第二十七名舉人，四十二年（1614年）授香山知縣，當時地方鹽場被削，竈丁多逃亡，但丁額依舊，甚至有一人兼數份丁額，就算改任其他職業仍需上繳鹽課，他憐憫縣民，碰上清審鹽場丁口就請求免除縣內九十七丁鹽額，每年免除輸銀四十五兩，竈民賴以更生，縣民為他設置德政碑，又在翠微鄉為他建祠。

## 引用
1. 1 2  同治《星子縣志·卷十·人物志上》：但啟元，以舉人知香山縣事，多惠政，時鹽地日削，竈丁逃亡者多額，仍舊版至，有一人而兼數丁者，即徙之他業，仍責其負，啟元憫之，會清審鹽場丁口數，為力請得除竈費，民慶更生。 廣東名宦志
2. ↑  同治《星子縣志·卷九·選舉志》：厯代舉人……明……萬厯……但啟元 戊子劉文卿榜，南雍，仕瓊州知府
3. ↑  光緒《香山縣志·卷十二·列傳》：但啟元，字五廬，星子人，萬厯五十二【四十二】年由舉人知縣事有惠政，先是鹽場日削，竈丁逃亡者多，丁額猶循舊版，至有一人而兼數丁者，即徙之他業，仍責其課，啟元為之清審，力請得除九十七丁，歲免代輸銀四十五兩有奇，竈民為慶更生 郝通志，邑人為立德政碑，建祠翠微鄉西祀之。 碑今在翠微鄉三山廟側